# Aethria splendens
Aethria splendens är en fjärilsart som beskrevs av Jörgensen 1935. Aethria splendens ingår i släktet Aethria och familjen björnspinnare. Inga underarter finns listade i Catalogue of Life.